# Robert Radosz
Robert Radosz (Sławno, 8 de julho de 1975) é um ciclista polonês, membro da equipe polonesa de categoria UCI Continental, BDC Marcpol Team desde 2011.